# Комбат (фотография)
«Комба́т» — фотография времён Великой Отечественной войны, сделанная советским фотографом Максом Альпертом. На фотографии изображён командир, поднимающий солдат в атаку с пистолетом ТТ в руке. «Комбат» — одно из самых ярких и выразительных фото времён Великой Отечественной войны. Длительное время, несмотря на то, что снимок был знаменит и популярен, были известны только история его создания и название, данное ему фотографом. Личность изображённого на ней человека оставалась неизвестной.

## Авторская история снимка
На сегодняшний день существуют несколько авторских версий создания снимка, которые можно разделить на две группы — собственно авторские, и те, которые от имени Макса Альперта распространяли авторы различных публикаций. К первой группе относится рассказ из автобиографической книги 1962 года.

Дело было так. В штабе полка мне указали батальон, впервые присланный на передовые позиции. Ему предстояло на следующий день выбить немцев с захваченной ими накануне высоты. Я отправился к окопам, в которых расположился батальон. Разыскал командира батальона, назвал ему себя. Он оказался простым, общительным человеком, служившим до войны в конторе какого-то завода. Солдаты, разговаривая вполголоса, сосредоточенно готовились к предстоящему выступлению, чистили и проверяли оружие, снаряжение, писали письма родным… Я получил согласие комбата неотлучно находиться в эти решающие минуты возле него. Как только был отдан приказ о выступлении, солдаты в полном боевом снаряжении вышли из окопа и залегли. Комбат вышел из блиндажа следом за ними. Повернувшись по направлению к бойцам, высоко над головой подняв револьвер, он в патриотическом порыве звал бойцов в наступление… В те считанные секунды, когда комбат приказывал бойцам действовать, я наблюдал за ним через видоискатель «Лейки», оставаясь в блиндаже, у его входа. С той «нижней точки съёмки» и сфотографировал комбата в момент его большого душевного напряжения.

После того, как героем снимка был назван А. Г. Ерёменко, эта версия М. Альпертом была изменена и в 1971 году в документальном фильме «Бессмертное мгновение» (укр. «Безсмертна мить») Украинской студии хроникально-документальных фильмов он сказал следующее:

Будучи военным фотокорреспондентом ТАСС, находясь на Южном фронте, под Ворошиловградом, в батальоне, мне удалось сделать редкий снимок. А было дело так. Шёл большой жаркий бой с фашистами. Офицер поднялся из окопа и призвал бойцов в бой. Под громким криком «Ура!» бойцы бросились в атаку и завязался горячий бой. В это время я сфотографировал командира, который призвал бойцов в атаку.

Вторая группа версий сформирована в 1970—1980-х годах. Впервые версию от имени фотографа опубликовал украинский журналист Александр Авраменко в 1970 году:

Этот снимок сделан мною в 1942—1943 годах (точно не помню, но если дата важна — смогу уточнить) под Ворошиловградом. Воинская часть пришла из резерва. В то время мы не писали названий воинских частей. Однако самое неприятное в истории этого снимка то, что я не помню фамилию комбата, не записал её. Ошибка моя в том, что сфотографирован политрук, который был старшим в части, а я назвал его комбатом.

В этой же публикации приводится текст письма, в котором М. Альперт сообщал И. А. Ерёменко, что именно его отец запечатлён на снимке: «Уважаемый Иван Алексеевич, рад сообщить Вам, что после консультаций с моими товарищами и специалистами мы пришли к выводу, что Комбат — Ваш отец». В следующей публикации А. Авраменко рассказал о попытке уточнить некоторые детали: «Разыскиваю московский телефон Альперта, рассказываю о своих сомнениях. Отвечает: — Да, фото сделано в 1941-м. Совсем недавно мне удалось уточнить: это было осенью. Наши войска отступали, снимок атаки не пошёл в газету, а позже сменилась форма одежды».
Подробности съёмки от имени фотографа дважды рассказывал Николай Ночовный. Впервые он сделал это в 1974 году. Другая версия была записана весной 1970 года:

Случилось так, что я не успел записать фамилию офицера. Был сильный бой, ориентироваться приходилось с трудом. Помню, выбрал окопчик немного впереди линии обороны. Началась сильная бомбардировка. Потом артподготовка. Фашисты пошли в психическую атаку. И вдруг недалеко от меня поднялся во весь рост офицер, а за ним и бойцы. Я успел нажать спуск своей камеры, после чего осколок вражеского снаряда разбил телеобъектив. Думал, что кадр испортился. Когда проявил плёнку, изображение на негативе вышло качественным. Почему назвал того офицера комбатом? Сразу же после того, как снял, по цепи пронеслось: «Комбата убили». Вот и подумал, что это он. Позже хотел узнать его фамилию, но меня срочно вызвали в штаб полка. Этот рассказ журналисты записали в свои блокноты в начале весны 1970 года.

Существует ещё не менее десятка пересказов версий от различных журналистов, однако они механически повторяют цитированное выше.

## Попытка установить личность
Автор получил множество писем от самых разных людей, узнавших в командире своего родственника. Как минимум один ветеран войны считал себя изображённым на этой фотографии. Существует версия, что на фото изображён уроженец Кирова.
В начале 1970-х годов журналистами «Комсомольской правды» и членами луганской областной молодёжной организации «Молодогвардієць» (рус. «Молодогвардеец») была предпринята попытка установления личности запечатлённого на знаменитом снимке человека. Им, как утверждается, оказался уроженец села Терсянка Вольнянского района Запорожской области Алексей Гордеевич Ерёменко, младший политрук одной из рот 220-го стрелкового полка 4-й стрелковой дивизии.
Журнал «Наука и жизнь» приводил такие слова бывшего бойца санвзвода 220-го полка Александра Матвеевича Макарова:

Фашисты исступлённо бросались в атаку за атакой. Убитых и раненых было много. Наш сильно поредевший полк отбивал уже десятую или одиннадцатую атаку. Гитлеровцы лезли напролом к Ворошиловграду, до которого оставалось около тридцати километров. К концу дня был ранен командир роты старший лейтенант Петренко. После ожесточённой бомбёжки, при поддержке танков и артиллерии, фашисты пошли в очередную атаку. И тогда, поднявшись во весь рост, со словами: «За мной! За Родину! Вперёд!», Ерёменко увлёк за собой роту навстречу цепям гитлеровцев. Атака была отбита, но политрук погиб.

Ветеран 285-й дивизии, подполковник запаса Василий Севастьянович Березубчак излагал эти события следующим образом:

Восемь месяцев наша дивизия стояла в обороне, прикрывая Ворошиловградское направление. Затем по приказу генерала Гречко передвинулась на новый рубеж, заняв оборону у села Хорошее. Здесь и разгорелся горячий бой {неизвестный штабу дивизии}, во время которого погиб политрук Ерёменко. Мне трудно поверить, что фотография сделана в другом месте, во время другого боя. Потому что убит был Ерёменко во время контратаки. Впрочем, в том бою корреспондента поблизости не было…
А было это утром 12 июля. На нас обрушился шквальный артогонь. Первую атаку мы отбили. Но во время второй дрогнул правый фланг дивизии. Бойцы начали отходить. Мы были оглохшие, ослепшие, у многих текла из ушей кровь — полопали барабанные перепонки! Я получил приказ комдива восстановить положение, остановить солдат, ибо ситуация создалась критическая. Бегом бросился навстречу отступающим. И тут увидел Ерёменко. Он тоже бежал наперерез бойцам. «Стой! Стой!» — кричал он. Мы залегли. Собрали вокруг себя людей. Немного нас было, горстка. Но Ерёменко решил контратаковать, чтобы восстановить положение. Такое не забывается. Он поднялся во весь рост, закричал, бросился в атаку. Мы ворвались в траншеи, завязалась рукопашная. Дрались прикладами, штыками. Фашисты дрогнули, побежали. Вскоре в одной из траншей я увидел Ерёменко. Он медленно падал. Я побежал к нему и понял, что в помощи младший политрук уже не нуждается…

С другой стороны, по данным ЦАМО, политрук А. Г. Ерёменко числится пропавшим без вести в январе 1942 года, то есть, по документам, он погиб в самом начале года и при не вполне выясненных обстоятельствах. Однако утверждается, что вдова спустя 32 года, то есть примерно в то же время, когда проводился упомянутый поиск «Комсомольской правды», получила новое извещение с поправкой о геройской гибели мужа 12 июля.

## Дальнейшее использование образа

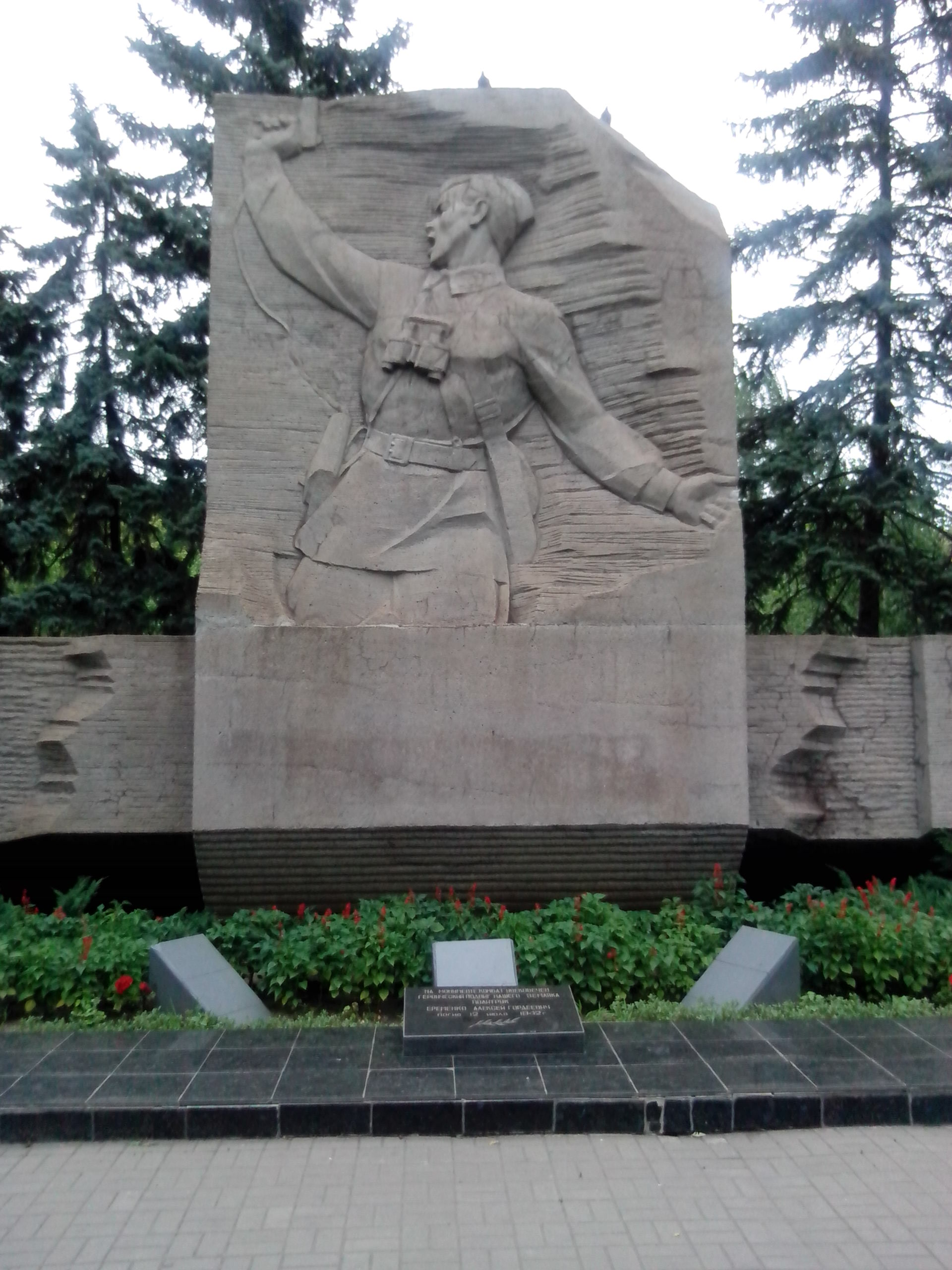
На Аллее боевой славы в с. Хорошее установлен барельеф «Комбат», созданный по мотивам фотографии.
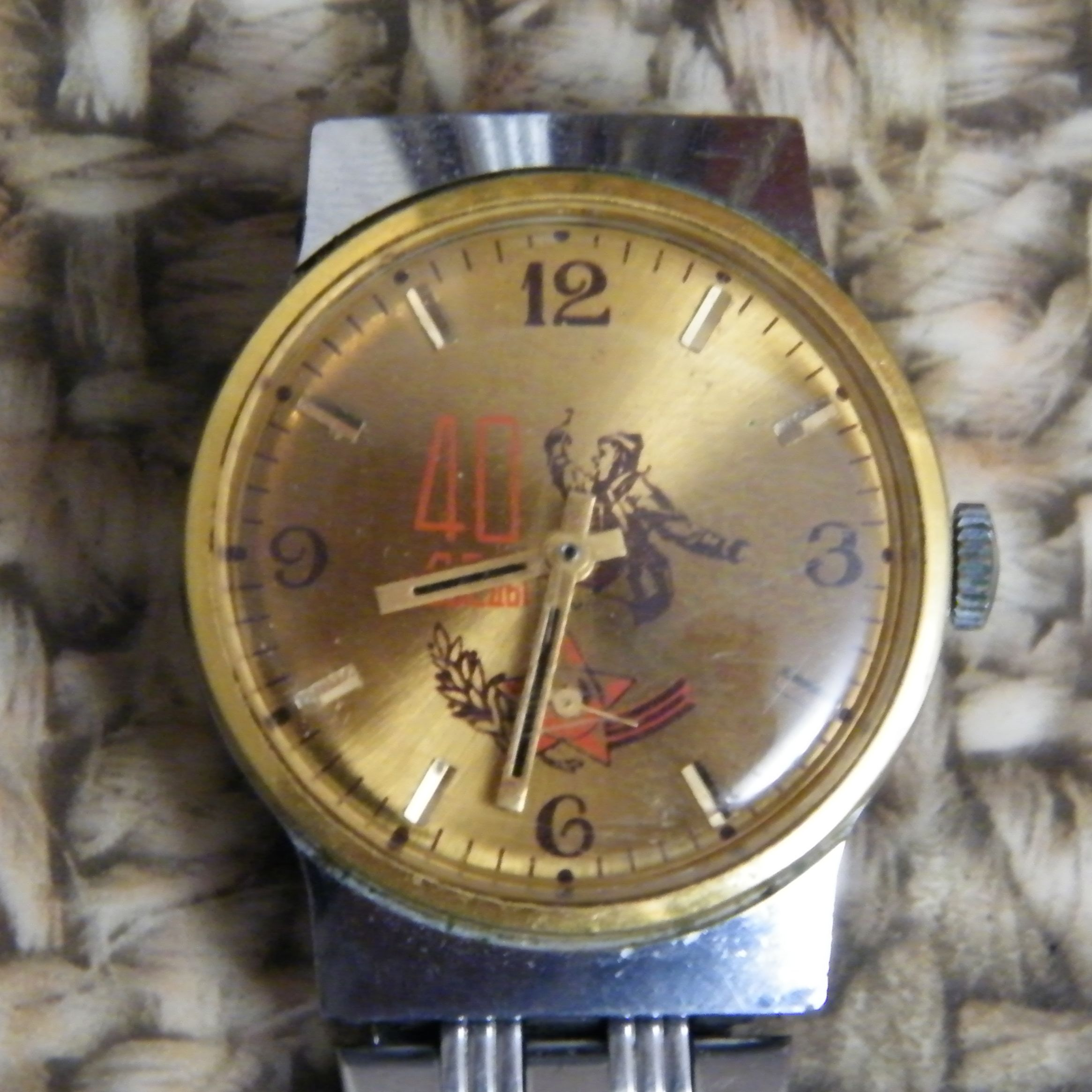
Часы «Победа», выпущенные к 40-й годовщине Победы, 1985 год.
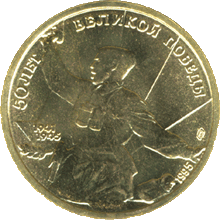
Юбилейная монета номиналом в 5 рублей «50 лет Великой Победы», 1995 год.
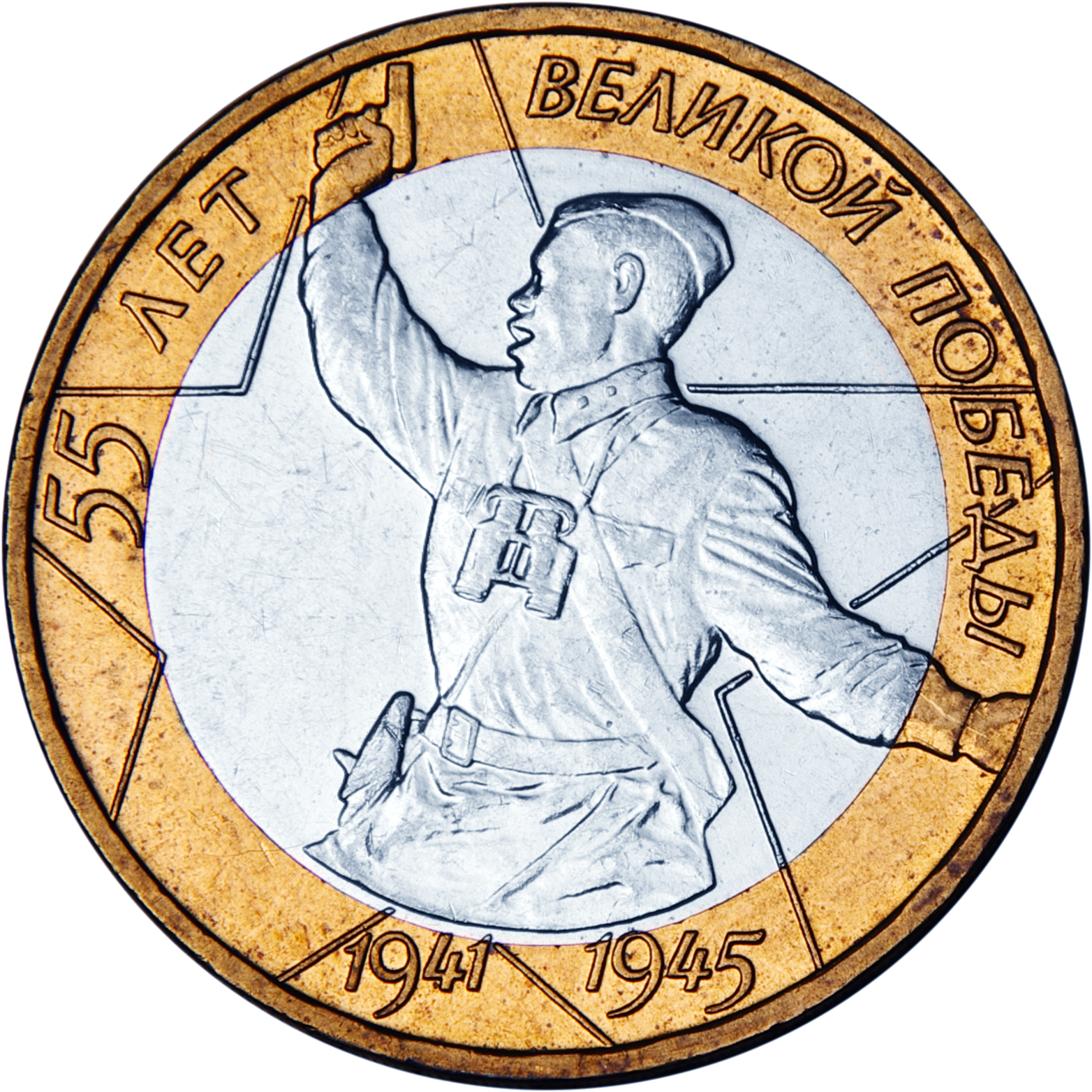
Юбилейная монета номиналом в 10 рублей «55 лет Великой Победы», 2000 год.
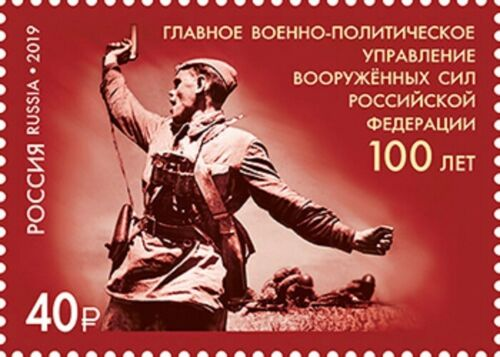
Почтовая марка России, посвящённая столетию со дня образования органов военно-политической работы в Вооружённых Силах, 2019 год

- Возле трассы Луганск—Бахмут (так называемая Бахмутская дорога) перед поворотом на Славяносербск 7 мая 1980 был установлен памятник комбату (политруку), который повторяет сюжет, изображённый на фотографии, хотя сам бой происходил южнее — в низине около села Хорошее. Авторы — скульптор И. М. Чумак (Луганск), архитекторы И. А. Шеховцов, Т.Довженко и В.Тищенко (Киев)[13]

Обложка журнала «WWII history», № 6/2007, в оформлении которой используется фотография «Комбат»

- На Аллее боевой славы в Запорожье установлен барельеф «Комбат», созданный по мотивам известной фотографии[14].
- Изображение политрука, основанное на данной фотографии, является эмблемой Донецкого высшего военно-политического училища инженерных войск и войск связи и других военно-политических училищ СССР[15].
- Изображение было использовано на почтовой марке Республики Конго в 1985 году, посвящённой 40-летию Дня Победы[16][17].
- В Челябинске изображение было использовано при создании металлического барельефа в память о победе в Великой Отечественной войне. Барельеф расположен на торце жилого девятиэтажного здания по адресу: улица Молодогвардейцев, дом 48; на пересечении ул. Молодогвардейцев и проспекта Победы. Во время строительства пристроя к зданию в конце 1990-х годов барельеф был демонтирован и на его месте установлен новый, несколько отличающийся внешне от установленного в 1970-х годах оригинала[18].
- Фотография комбата стала одним из символов Второй мировой войны не только на постсоветском пространстве: например, журнал «WWII History» в одном из номеров 2007 года использовал фотографию для оформления обложки.[значимость факта?]
- Снимок был воспроизведён в одной из сцен фильма 2008 года «Мы из будущего», роль командира исполнил политрук Карпенко (актёр Сергей Маховиков). При этом в фильме Карпенко увлекает солдат в атаку в левую сторону от смотрящего, а на снимке — в правую.
- Запорожское казачество и ряд патриотических организаций обратились к президенту Украины Виктору Януковичу с просьбой присвоить звание «Герой Украины» (посмертно) младшему политруку Алексею Ерёменко[19].
- В короткометражном трейлере игры "Warpath: Ace Shooter" на моменте 3:33 реализована сцена фотографии "Комбат".